# Jamespot
Jamespot est une entreprise française du domaine de l'informatique. Elle est spécialisée dans les outils de réseau social d'entreprise, plate-forme collaborative, suite bureautique et de communication interne.

## Histoire
Fondée en 2005 par Alain Garnier, Paul Giraudon et Matthieu Lluis, la société Jamespot destine initialement son réseau social au grand public puis s'oriente en 2008 vers le réseau social d'entreprise. 
Jamespot rachète en 2014 le réseau social d'entreprise Human Connect.
En 2016, Jamespot rachète les activités de Sonetin et en 2017 celles de Yoolink.
Fin 2020, Jamespot rachète la société Open Agora et SeeMy
En juin 2022, Jamespot lance une solution de métavers pour professionnel, Jamespot.land, pour les organisations qui pratiquent le travail collaboratif hybride et le télétravail.
En mai 2023 Jamespot fait l'acquisition de la société Ftopia spécialisée dans la synchronisation et le partage de fichiers dans le Cloud.
Jamespot est lauréat en 2023 de l'appel à projet "Suites Bureautiques Collaboratives" dans le cadre de France 2030 pour son projet CollabNext aux côtés de Outscale, Alinto, Clever Cloud, Datakeen, Glowbl, Wallix, X-Wiki et École normale supérieure Paris-Saclay.

## Secteurs d'activité
Jamespot vend des services informatiques aux entreprises, incluant des plateformes de communication interne (réseau social d’entreprise), d'organisation du travail, de gestion de projet et bureautique en ligne.
Depuis janvier 2020, Jamespot est responsable de la plate-forme de la branche assurance-maladie de la Sécurité sociale française, avec des hébergements assurés par des serveurs en France, par OVHcloud.

## Positionnement vis-à-vis de Microsoft
Comme d'autres éditeurs français, réunis sous la bannière du collectif « Fabulous 8 » (formé de Atolia, Jalios, Jamespot, Netframe, Talkspirit, Twake, Whaller et Wimi), Jamespot se positionne comme une solution souveraine « alternative à Office 365 ».